# Opération Martin
Vous pouvez aider à l'améliorer ou bien discuter des problèmes sur sa page de discussion.
- Son contenu est rédigé entièrement ou presque à partir d'une seule source. N'hésitez pas à modifier cet article pour améliorer sa vérifiabilité en apportant de nouvelles références dans des notes de bas de page. (Marqué depuis mars 2024)
- Il contient une ou plusieurs listes. Le texte gagnerait à être rédigé sous la forme d’un ou plusieurs paragraphes synthétiques, afin d’être plus agréable à lire. (Marqué depuis mars 2024)
- Son texte doit être wikifié : il ne correspond pas à la mise en forme Wikipédia (style, typographie, liens internes, liens entre les wikis, etc.). (Marqué depuis mars 2024)
- Il a besoin d’être illustré. Des médias (images, animations, vidéos, sons) sous licence libre ou du domaine public sont les bienvenus pour l'améliorer.
Si vous êtes l’auteur d’un média que vous souhaitez partager, importez-le. Si vous n’êtes pas l’auteur, vous pouvez néanmoins faire une demande de libération d’image à son auteur. (Marqué depuis mars 2024)

- Archive Wikiwix
- Bing
- Cairn
- DuckDuckGo
- E. Universalis
- Gallica
- Google
- G. Books
- G. News
- G. Scholar
- Persée
- Qwant
- (zh) Baidu
- (ru) Yandex
- (wd) trouver des œuvres sur Wikidata

L'opération Martin est une opération clandestine alliée de la Seconde Guerre mondiale visant à détruire une tour de contrôle d'aérodrome allemand à Bardufoss et à organiser des groupes de résistance militaire secrets à Tromsø, en Norvège occupée, en 1943. L'effectif comprend douze Norvégiens du groupe Company Linge, formés par les Britanniques en Écosse et retournés en Norvège en mars 1943.
L'opération est un échec, la totalité de l'équipe est tuée ou capturée puis exécutée, à l'exception de Jan Baalsrud, qui parvient à s'échapper et dont l'histoire donnera naissance à plusieurs films.

## Membres de l'équipe
- Lieutenant Sigurd Eskeland
- Fenrik Jan Baalsrud
- Fenrik Per Blindheim
- Capitaine Sverre Odd Kverhellen
- Erik Reichelt
- Harald Peter Ratvik
- Bjørn Normann Bolstad
- Gabriel Salvesen
- Magnus Johan Kvalvik
- Frithjof M. Haugland
- Sjur Ludvigsen Trovaag
- Alfred A. Vik
- Cyrill J. Banzon

## Échec de la mission
Cette opération est compromise lorsque les agents norvégiens, à la recherche d'un contact local fiable de la résistance, rencontrent accidentellement un commerçant civil non aligné portant le même nom que leur contact, qui les dénonce aux Allemands. La tentative d'évasion échoue lorsque le navire du groupe, le MK Bratholm, est « détecté et attaqué par le Räumboot allemand R56 ». Pour s'échapper, le MK Bratholm est sabordé par son équipage norvégien en faisant exploser huit tonnes d'explosifs avec une mèche temporisée. L'équipage s'enfuit à bord d'un petit bateau, qui est aussitôt coulé par les Allemands. Onze soldats norvégiens de la compagnie Linge meurent ; l'un est abattu sur place, dix sont capturés, interrogés et torturés par la Gestapo puis exécutés à Tromsø. Jan Baalsrud réussit à s'échapper de Rebbenesøya vers la Suède neutre ; son évasion de trois mois se déroule via Lyngen et Manndalen avec l'aide des villageois locaux. Durant ces trois mois, il est amputé de neuf orteils pour éviter la propagation de la gangrène.

## Enquête et poursuites
Les exécutions des prisonniers à Tromsø font l'objet d'une enquête après la guerre dans le cadre de l'affaire Toftefjordsaken. Les officiers de la Gestapo qui ont torturé et exécuté huit membres de l'équipage du MK Bratholm reçoivent l'ordre à la fin de l'été 1945 de déterrer les corps de la fosse commune de Grønnåsen Skytebane, d'abord avec des pelles, puis à la main, afin de ne pas les endommager les corps. Ils doivent également laver les corps avant de les placer dans des cercueils. Les poursuites après la guerre sont devenues difficiles car la cible principale, Kurt Stage, n'est pas détenue en Norvège. Stage est exécuté en 1947 en Slovénie pour crimes de guerre ; aucune procédure pénale n'est engagée contre les quatre autres personnes inculpées dans cette affaire. 

## Dans la culture populaire
Deux films racontent l'opération Martin et retracent le parcours de Jan Baalsrud : Le Rescapé (Ni Liv), sorti en 1957 et Le 12e Homme (Den 12. mann), sorti en 2017. Ce dernier, réalisé par le réalisateur norvégien Harald Zwart, met en vedette Thomas Gullestad dans le rôle de Jan Baalsrud et Jonathan Rhys Meyers dans celui de Kurt Stage. 